# Royena
- Commons
- Wikispecies

Royena L. é um género botânico pertencente à família Ebenaceae.

## Sinonímia
- Diospyros L.

## Espécies
- Royena graeca
- Royena lucida
- Royena nitens
- Royena villosa
- Lista completa

## Classificação do gênero
| Sistema | Classificação                   | Referência               |
| ------- | ------------------------------- | ------------------------ |
| Linné   | Classe Decandria, ordem Digynia | Species plantarum (1753) |